# Мухово
Мухово (болг. Мухово) — село в Болгарии. Находится в Софийской области, входит в общину Ихтиман. Население составляет 122 человека (2022).

## Политическая ситуация
Мухово подчиняется непосредственно общине и не имеет своего кмета.
Кмет (мэр) общины Ихтиман — Маргарита Иванова Петкова (Болгарская социалистическая партия (БСП)) по результатам выборов в правление общины.